# Little Colorado
Il Little Colorado è un fiume dell'Arizona di 507 km ed uno dei principali affluenti del Colorado. Nasce nella zona centro-orientale dell'Arizona e scorre in direzione nord-ovest attraversando il Deserto Dipinto. Nella sua parte finale si dirige verso nord entrando nel territorio della Riserva Navajo e percorrendo il margine meridionale dell'altopiano del Colorado su cui incide una serie di profonde gole prima di confluire nel fiume Colorado nella parte est del Grand Canyon.